# Ingo Feistle
Ingo Feistle (* 14. Dezember 1981 in Landsberg am Lech) ist ein ehemaliger deutscher Fußballspieler, der neun Jahre beim 1. FC Heidenheim spielte.

## Karriere
In der Jugend spielte Feistle für den SSV Dillingen, den FC Gundelfingen und den FC Augsburg. Nach der Jugend blieb er beim FCA und kam in der Saison 2002/03 auch in der Regionalligamannschaft auf zwei Einsätze. Nachdem er im Jahr darauf nicht mehr in der ersten Mannschaft eingesetzt wurde und danach für die U 23 zu alt war, verließ er den Verein.
Nach einem kurzen Intermezzo beim unterklassigen SSV Glött schloss sich Feistle im Januar 2005 dem 1. FC Heidenheim an. Beim Oberligisten konnte sich der Abwehrspieler sofort einen Stammplatz sichern und kam danach in jedem Jahr auf mindestens 30 Einsätze pro Saison. 2008 qualifizierte er sich mit dem Verein nach der Ligareform für die neue viertklassige Regionalliga Süd und stieg ein Jahr später als Meister in die 3. Liga auf. Sein Profidebüt gab er zum Saisonauftakt am 25. Juli 2009, als er beim 2:2-Unentschieden gegen den Wuppertaler SV Borussia am ersten Spieltag der Saison 2009/10 in der Startaufstellung war. Er absolvierte als einziger Spieler alle 38 Saisonspiele, ohne eine einzige Minute zu versäumen. Dasselbe gelang ihm zwei Jahre später in der Saison 2011/12, wo er als linker Verteidiger ebenfalls alle Partien über die volle Spielzeit absolvierte. In diesem Jahr hatten die Heidenheimer mit nur 36 Gegentoren die zweitbeste Abwehr der Liga und erreichten mit Platz 4 das beste Ergebnis der Vereinsgeschichte im Profifußball.
Feistle stand noch bis 2014 in Heidenheim unter Vertrag, ehe er seine Karriere beendete.

## Erfolge
- Aufstieg in die Regionalliga Süd mit dem FC Augsburg 2002
- Aufstieg in die 3. Liga mit dem FC Heidenheim 2009